# Prairie Lake (Wisconsin)
Prairie Lake – miasto w Stanach Zjednoczonych, w stanie Wisconsin, w hrabstwie Barron.